# Werk der Heiligen Theresa

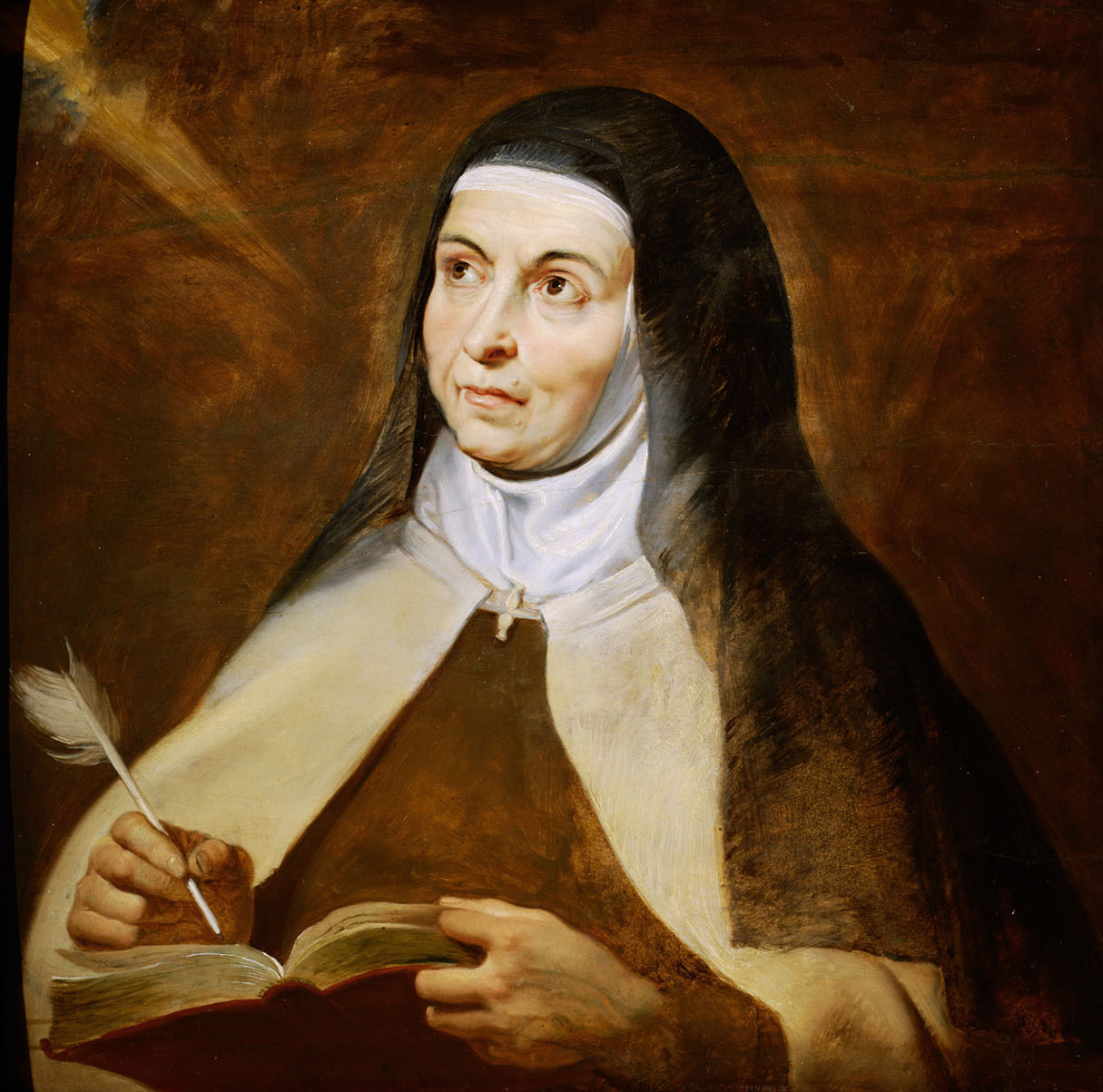
Heilige Theresa von Ávila (Peter Paul Rubens)

Das Werk der Heiligen Theresa (englisch Work of Saint Teresia; spanisch Obra de Santa Teresa) ist eine Vereinigung von Gläubigen für Frauen in der römisch-katholischen Kirche. Es wurde 1938 in Spanien gegründet und erhielt 1996 die päpstliche Anerkennung. Insgesamt zählt die kleine Gemeinschaft etwa 62 Mitglieder die sich auf 6 Länder in Europa  und Südamerika verteilen. 

## Geschichte
Der Priester José Soto Chuliá (1887–1975) gründete 1938 in Málaga (Spanien) das Werk der Heiligen Theresa. Seine Sorge um die Priester und der Gedanke, den Priestern weibliche Laien als Helfer zur Seite zu stellen, veranlasste ihn, dieses Werk ins Leben zu rufen. Die Frauen kümmern sich um den Haushalt des Pfarrers. Don Chuliá gewann Frauen, die aus  Berufung diese Aufgabe übernehmen wollten. 1960 wurde die geistliche Gemeinschaft von Erzbischof Marcelino Olaechea Loizaga SDB in der Diözese Valencia als Pia unio kirchenrechtlich anerkannt. Am 2. Februar 1996 wurde das Werk der Heiligen Theresa vom Päpstlichen Rat für die Laien als eine internationale Vereinigung von Gläubigen päpstlichen Rechts anerkannt.

## Organisation
Zur Vereinigung gehören Frauen, die ihr Leben in den Dienst der Priester stellen möchten. Die Frauen leben überwiegend im Pfarrhaus, in den Häusern für Priester und in Priesterseminaren. Die Mitgliedschaft unterteilt sich in zeitlich gebundene Mitglieder, die ein Versprechen abgelegt haben, und ordentliche Mitglieder, die sich für immer dem Werk verpflichten. Die Leitung des Werkes hat ihren Sitz in Valencia und besteht aus der Direktorin, der Vizedirektorin, der Sekretärin, der Schatzmeisterin und einigen berufenen Beisitzerinnen. Das Werk der Heiligen Theresa hat 62 Mitglieder, die in Europa und fünf Ländern Südamerikas tätig sind.